# Штурм Чонгарського мосту
Штурм Чонга́рського мосту — військова операція Кримської групи армії УНР полковника П. Ф. Болбачана, частина Кримської операції 1918 року, метою якої було оволодіти стратегічно важливим залізничним Чонгарським мостом, який з'єднував Крим із материковою Україною.

## Хід бою
У ніч з 20 на 21 квітня основні сили Кримської групи сконцентрувалися в Новоолексіївці, а авангардні частини, пройшовши весь Чонгарський півострів, вийшли до передових більшовицьких позицій, місцями маскуючись, а місцями вдаючи більшовиків, які відступають. Завдяки цьому вдалося оглянути більшовицькі позиції та спланувати маршрут для десанту.
Оскільки червоноармійський полк І. Ф. Федька готувався до контратаки на Джанкой, на самому мості залишився нечисленний загін червоноармійців, який готувався замінувати опори моста. 21 квітня, як писав у своїх спогадах учасник тих подій Никифор Авраменко, козаки в ранковому тумані побачили як 4 більшовики на чолі з Леонідом Летуненком мінують міст, козаки відкрили по мосту шрапнельний і кулеметний вогонь. Перестрілка тривала цілий день.
Тим часом полковник Болбочан змінив попередній план штурму Сивашу, замість десанту з катерів він вирішив захопити міст за допомогою залізничної дрезини.
Керував цією операцією командир першої сотні Запорізького полку П. Зілинський-Содоль. Відібравши 20 козаків, озброєних ручними кулеметами, він пізно вночі з 21 на 22 квітня на дрезині проскочив радянські укріплення передмістя і виїхав на міст. За ним повним ходом рухалися два бронепоїзди під командуванням Семена Лощенка та Павла Шадрука.
На кримському боці більшовики почули перестрілку бронепоїздів із передовими заставами та відкрили загороджувальний вогонь з гармат по мосту, у цей час група Зілинського-Содоля увійшла на кримський берег, закидаючи артилеристів ручними гранатами. Бронепоїзди кулеметно-гарматним вогнем підтримали атаку. Привезені у вагонах піхотинці вибили більшовиків з окопів, і одразу почали облаштовувати їх на випадок контрнаступу більшовиків. Через паніку більшовики підірвали лише одну міну з двох і то невдало. Із групи П. Зілинського-Содоля не загинув жоден козак.
Зі спогаду Монкевича:
«Болбочан поставив на той час на іншому кінці моста батарею і наказав стріляти в разі контрнаступу. Водночас наказав переправлятися частинам групи на інший бік. Через те, що залізнична колія на мосту була зіпсована вибухом міни, козаки на руках через міст і насип почали переносити кулемети, візки, гармати, спішно переміщалася піхота, кіннота та на ранок позиції на лінії ст. Таганаш зайняли українські війська».
Інший учасник штурму козак П. Дяченко залишив такі спогади:
«21 квітня передові частини запорожців наблизилися до Сиваського залізничного мосту, на світанку другого дня його несподівано зайняла 1-а сотня під командуванням сотника Зілинського. Кінна сотня брала участь у наступі на Джанкой»
Наспіх організована спроба більшовиків відбити Солоне Озеро в Кримської групи УНР не мала успіху, і до ранку 22 квітня 1918 року група Болбочана твердо закріпилася на кримському боці моста.
Невелика група більшовиків потрапила в полон, захоплено 30 кулеметів, багато гвинтівок та половину артилерійської батареї з кіньми.
Реакцією на зайняття Чонгарського мосту стала нота протесту, яку надіслав до Берліна нарком закордонних справ РРФСР Г. В. Чичерін.
Просування в Крим є суттєвим порушенням Брестського миру, позаяк є вторгненням у межі Радянської Республіки. Вторгнення загрожує нашому Чорноморському флоту, що може повести до зіткнень, викликаних інтересами самозбереження флоту. Народний комісар закордонних справ сподівається, що подальше просування військ у Криму буде припинено, і просить німецький уряд повідомити негайно про подальше.
— 